# 다치 고키
다치 고키(일본어: 舘 幸希, 1997년 12월 14일~)는 일본의 축구 선수이다.

## 구단 경력
그는 2020년 J1리그의 쇼난 벨마레에 입단했다.